# دوال‌پا
دَوال‌پا یکی از موجودات خیالی در داستان‌ها و افسانه‌های ایرانی است که بالاتنه‌ای به مانند انسان دارد و پاهایش مانند تسمه دراز و پیچنده‌اند.

## پیشینه

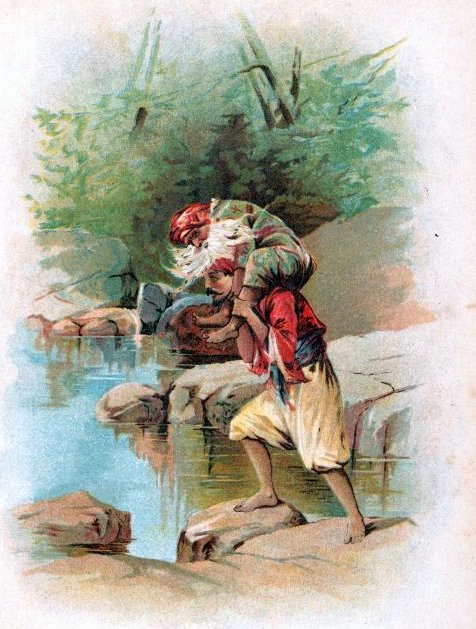
تصویرسازی بر اساس توصیف سندباد

در اسطوره‌شناسی ایرانی دوال‌پا مصداق آدم سمجی است که در قالب پیرمردی فرتوت و نحیف و رنجور ظاهر گشته و خود را طالب کمک می‌نمایاند، طعمه به قصد یاری او را بر دوش خود سوار کرده سپس دوال پا به هر دلیل به حق یا ناحق به پشت او می‌چسبد و آن‌جا را رها نمی‌کند تا طعمه اش جان داده سپس پایین آمده و در انتظار طعمه دیگر می‌ماند، چنان‌که وقتی بچه‌ای سماجت می‌کند و به مادر اصرار می‌ورزد، مادر به او می‌گوید: «چرا مثل دوال‌پا به من چسبیده‌ای؟!»
در افسانه‌ها راه چارهٔ رهایی از دست دوال‌پا مست کردن او دانسته شده است. دوال پایان را در زمره دیوان دانسته‌اند.
دوال‌پا در افسانه‌های ایرانی این‌گونه توصیف شده:
«موجود به ظاهر بدبخت و ذلیل و زبونی است که به راه مردمان نشیند و نوحه و گریه آن‌چنان سر دهد که دل سنگ به ناتوانی او رحم آورَد. چون گذرنده‌ای بر او بگذرد و از او سبب اندوه بپرسد، گوید: بیمارم و کسی نیست مرا به خانه‌ام که در این نزدیکی است برساند؛ و عابر چون گوید: بیا تو را کمک کنم، دوال‌پا بر گُردهٔ عابر بنشیند و پاهای تسمه‌مانند چهل‌متری خود را که زیر بدن پنهان کرده بود گشوده گِرداگِردِ بدن عابر چنان بپیچد و استوار کند که عابر را تا پایان عمر از دست او خلاصی نباشد.»
در کتاب سندباد بحری توصیفی این‌گونه از دوال‌پا دیده می‌شود: «دوال‌پا پیرمردی است که دم جاده نشسته گریه می‌کند و هر رهگذری که می‌رسد به او التماس کرده می‌گوید مرا کول بگیر، از روی نهر آب رد کن. هر کس او را کول بکند یک‌مرتبه سه ذرع پا مانند مار از شکمش درآمده دور آن کس می‌پیچد و با دست‌هایش محکم او را گرفته فرمان می‌دهد: کار بکن بده به من. برای این‌که از شر او آسوده بشوند باید او را مست کرد.»
کتاب عجایب‌المخلوقات و غرایب‌الموجودات محمدبن محمود طوسی (قرن ششم هجری) ضمن نقل حکایتی نام دوال‌پا را به کار می‌برد و آن را گونه‌ای نسناس می‌نامد. البته در لغت‌نامه دهخدا، داستان وامق و عذرا را منبع دیگری هم نقل می‌کند. از آن‌جا به کتاب‌هایی همچون سلیم جواهری و وغ‌وغ ساهاب صادق هدایت راه یافته است.

## ریشه نام دوال پا
دَوال در فارسی به معنی تسمه است.

## نمونه حکایت از سلیم جواهری
سلیم جواهری مردی ساده‌دل و پاک‌طینت بود. روزی در یک سفر دریایی کشتی‌اش در یک گرداب و بر اثر طوفان شدید غرق شد. او تخته پاره‌ای به کف آورد و بدین وسیله خود را به جزیره‌ای رساند. روزهای مدام در این جزیره دورافتاده تک و تنها می‌زیست و از برگ گیاهان و شکار حیوانات ارتزاق می‌کرد.
روزی در حین گردش در جنگل به موجودی شبه انسان برخورد که پاهای او شل و دراز بود، به گونه‌ای که نمی‌توانست راه برود. این موجود علیل - یعنی دوال‌پای - از او خواست که او را بر دوش بگیرد و تا خانه‌اش حمل کند. سلیم با توجه به قلب سالم و پاک خود بر او ترحم آورد و بدون این که از طینت پلید این موجود بدنهاد آگاه باشد، او را بر پشت خود سوار کرد و به راه افتاد. دوال پای کم‌کم و به تدریج پاهای دراز و باریک خود را به دور گردن سلیم حلقه کرد و کمی فشار داد و به او اخطار کرد که اگر از دستورهای او سرپیچی کند، او را خفه می‌کند. سلیم نیز وقتی خود را فریب خورده و گرفتار دید، چاره‌ای جز پیروی نداشت.
بدین ترتیب روزها سپری شد و سلیم مجبور بود ضمن حمل پیکر سنگین دوال‌پای به دستور او با دوندگی در کوه و جنگل غذای او را جمع‌آوری و برای خوردن او آماده کند. سلیم گاه خیلی خسته و درمانده می‌شد، ولی دوال پای حتی اجازه استراحت نیز به او نمی‌داد. التماس‌های سلیم هم هیچ نتیجه‌ای نمی‌داد. سلیم با خود اندیشید که ناگزیر باید عقل و خرد خود را به کار گیرد. روزی خوراکی از مواد بی‌هوش‌کننده تهیه کرد و به او خورانید. پس از ساعاتی اثر غذای مسموم جلوه‌گر شد و سلیم، دوال‌پای بی‌هوش شده را از پشت خود سرنگون کرد و به دیار عدم فرستاد و خود نجات یافت.

## در باور اقوام ایرانی
در باور مشترک ایرانیان مازندرانی و کرد، دوال‌پا یک موجود شیطانی است که از پاهای منعطف و چرم مانند خود به عنوان شاخک برای گرفتن انسان استفاده می‌کند. اسیران به بردگی گرفته می‌شوند و مجبور به حمل موجودات می‌شوند تا زمانی که از خستگی بمیرند.